# Sistema de combat Aegis

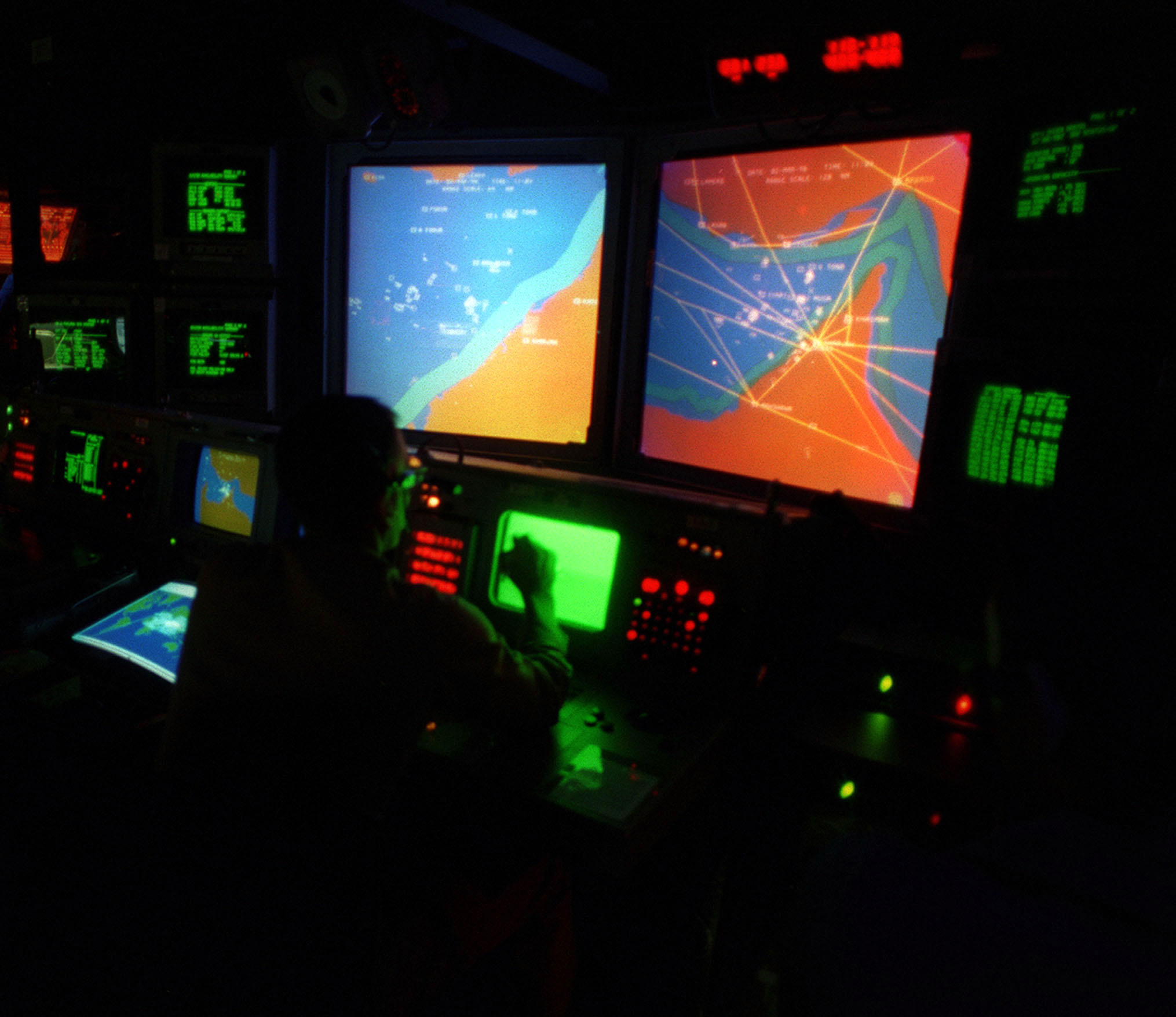
Pantalles del sistema de combat Aegis.

El Sistema de combat Aegis (en anglès: Aegis Combat System) (ACS) és un sistema d'armes naval integrat, que ha estat desenvolupat en els Estats Units d'Amèrica per la divisió de míssils i radars de superfície de la corporació RCA, i que ara és produït per l'empresa contractista de defensa Lockheed Martin. El sistema utilitza potents radars i computadores per rastrejar i guiar els míssils per destruir els objectius enemics. Inicialment va ser creat per la Marina dels Estats Units, actualment l'Aegis també és utilitzat per la Força Marítima d'Autodefensa del Japó, l'Armada Espanyola, l'Armada Reial Noruega, i l'Armada de la República de Corea. En aquestes armades serveixen al voltant de 100 vaixells equipats amb aquest sistema d'armament.